# Hubert H. Humphrey Metrodome
Hubert H. Humphrey Metrodome var en idrottsarena i centrala Minneapolis i Minnesota i USA. Arenan revs 2014 för att ge plats för Minnesota Vikings nya hemmaarena U.S. Bank Stadium.
Arenan var hemmaarena för följande lag:
- Minnesota Vikings (NFL) (1982–2013)
- Minnesota Twins (MLB) (1982–2009)
- Minnesota Golden Gophers (NCAA amerikansk fotboll) (1982–2008)
- Minnesota Golden Gophers (NCAA baseboll) (1985–2013)
- Minnesota Strikers (NASL) (1984)
- Minnesota Timberwolves (NBA) (1989–1990)
- Minnesota United FC (NASL) (2012–2013)

## Kupoltaket
Arenans tak, som befann sig ca 53 m över spelplanen, var av dubbel teflon (à la ”Michelingubbe”) och hölls uppe genom tillförsel av luft. Det krävdes 120 m³/s för att hålla kupolen uppe. Tre gånger under arenans historia orsakade snö hål i taket som fick det att falla samman. En gång sjönk taket ihop kraftigt mitt under en match under en kraftig storm.

## Historia
Det första spadtaget för arenan togs den 20 december 1979 och bygget finansierades av delstaten Minnesota. Den 3 april 1982 kunde anläggningen öppnas för allmänheten.
Arenan fick sitt namn efter en av Minneapolis tidigare borgmästare, även senator och amerikansk vicepresident, Hubert H. Humphrey.

## Fotogalleri

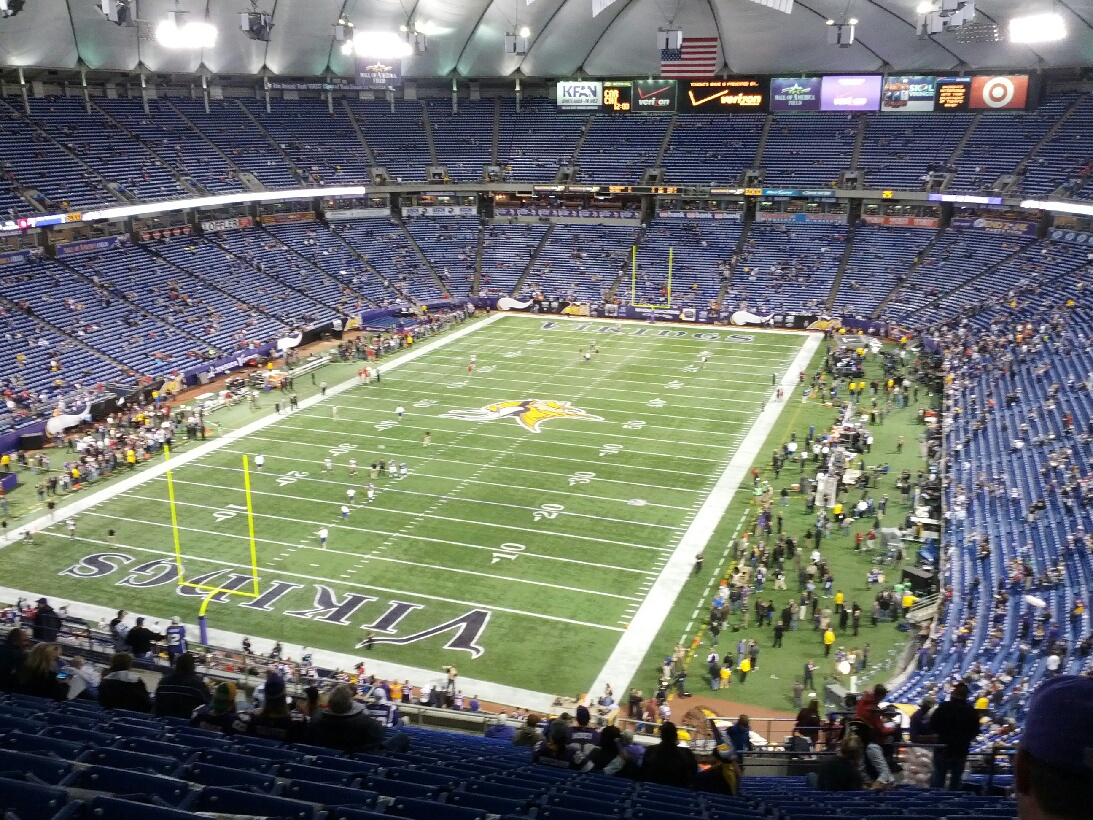
Minnesota Vikings-match 2012.
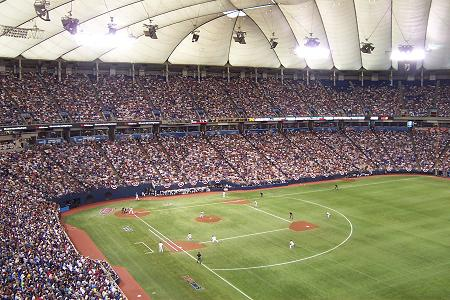
Minnesota Twins-match 2004.
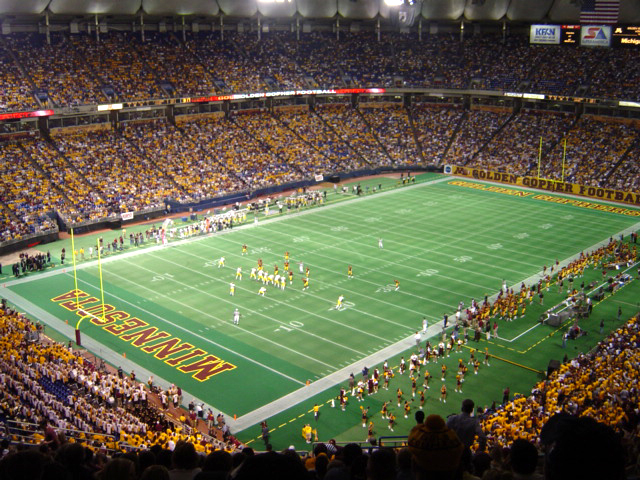
Minnesota Golden Gophers-match 2003.
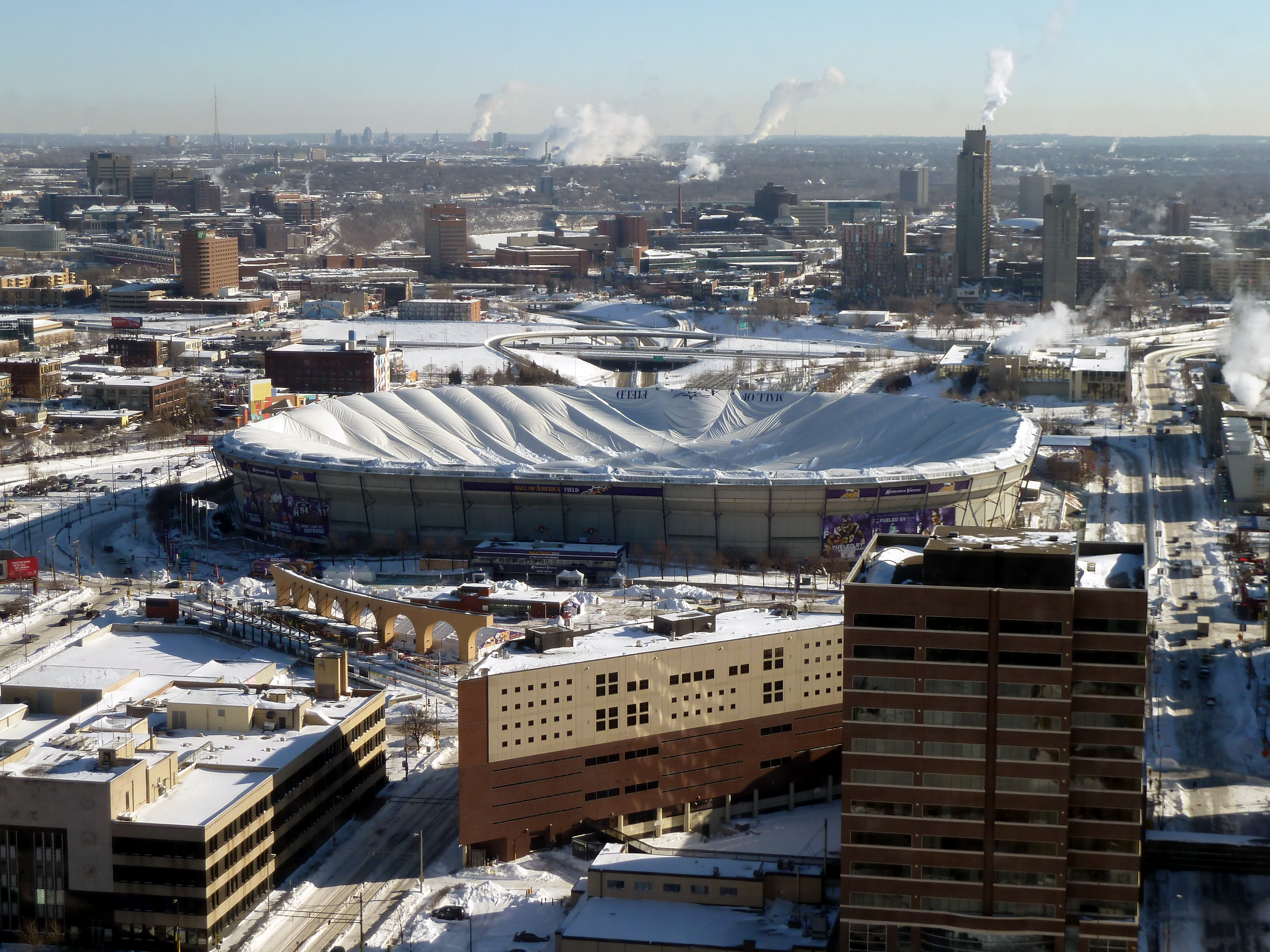
Takkollaps 2010.

### Webbkällor
- ”Ballpark History: Metrodome” (på engelska). Minnesota Twins. http://minnesota.twins.mlb.com/min/ballpark/min_ballpark_history.jsp. Läst 2 maj 2014.
- ”Hubert H. Humphrey Metrodome” (på engelska). Ballparks.com. http://www.ballparks.com/baseball/american/metrod.htm. Läst 2 maj 2014.